# عاشقت می‌مونم
«عاشقت می‌مونم» (انگلیسی: I Stay in Love) ترانه‌ای از خواننده و ترانه‌نویس آمریکایی ماریا کری است. این ترانه در ۲۸ اکتبر ۲۰۰۸ به‌عنوان چهارمین و آخرین تک‌آهنگ آلبوم کری توسط آیلند رکوردز منتشر شد.